# Love Among the Roses
Love Among the Roses é um filme mudo norte-americano de 1910 em curta-metragem, do gênero drama e romance, dirigido por D. W. Griffith. Cópia do filme encontra-se conservada na Biblioteca do Congresso dos Estados Unidos.